# Přebor Středočeského kraje 2014/2015
Přebor Středočeského kraje (jednu ze skupin 5. fotbalové ligy) hrálo v sezóně 2014/2015 16 klubů. Vítězem se stalo mužstvo Sokol Ovčáry.

## Systém soutěže
Kluby se střetly v soutěži každý s každým dvoukolovým systémem podzim–jaro, hrály tedy 30 kol.

## Nové týmy v sezoně 2014/15
- Z I. A třídy postoupila mužstva SK Rakovník (vítěz skupiny A), Sokol Hostouň (2. místo ve skupině A), Sokol Družba Suchdol (vítěz skupiny B), Sportovní sdružení Ostrá (2. místo ve skupině B) a SK Rejšice (3. místo ve skupině B).

## Výsledná tabulka
| Poř. | Tým                      | Z  | V  | R | P  | VG | OG | B  |
| ---- | ------------------------ | -- | -- | - | -- | -- | -- | -- |
| 1.   | Sokol Ovčáry             | 30 | 21 | 3 | 6  | 82 | 29 | 66 |
| 2.   | Sokol Družba Suchdol     | 30 | 21 | 2 | 7  | 73 | 37 | 65 |
| 3.   | SK Polaban Nymburk       | 30 | 18 | 8 | 4  | 69 | 40 | 62 |
| 4.   | TJ Tatran Sedlčany       | 30 | 16 | 6 | 8  | 61 | 39 | 54 |
| 5.   | TJ Tatran Rakovník       | 30 | 16 | 5 | 9  | 64 | 49 | 53 |
| 6.   | Sokol Hostouň            | 30 | 15 | 5 | 10 | 71 | 53 | 50 |
| 7.   | Sportovní sdružení Ostrá | 30 | 13 | 4 | 13 | 52 | 57 | 43 |
| 8.   | MFK Dobříš               | 30 | 11 | 6 | 13 | 65 | 61 | 39 |
| 9.   | SK Rejšice               | 30 | 10 | 9 | 11 | 57 | 62 | 39 |
| 10.  | TJ Jíloviště             | 30 | 11 | 4 | 15 | 50 | 51 | 37 |
| 11.  | SK Rakovník              | 30 | 9  | 9 | 12 | 36 | 48 | 36 |
| 12.  | Český lev-Union Beroun   | 30 | 10 | 3 | 17 | 47 | 67 | 33 |
| 13.  | Sokol Vraný              | 30 | 7  | 5 | 18 | 40 | 65 | 26 |
| 14.  | AFK Sokol Semice         | 30 | 6  | 8 | 16 | 42 | 77 | 26 |
| 15.  | Sokol Klecany            | 30 | 6  | 6 | 18 | 45 | 89 | 24 |
| 16.  | SK Spartak Příbram       | 30 | 5  | 7 | 18 | 32 | 62 | 22 |

Poznámky:
- Z = Odehrané zápasy; V = Vítězství; R = Remízy; P = Prohry; VG = Vstřelené góly; OG = Obdržené góly; B = Body
- Sokol Ovčáry odstoupil z Přebor Středočeského kraje do I. B třída Středočeského kraje[1].

|  | Postup do příslušné Divize (A, B nebo C) |
|  | Sestup do příslušné I. A třídy           |